# 158. strelska divizija (ZSSR)
158. strelska divizija (izvirno rusko 158. стрелковая дивизия; kratica 158. SD) je bila strelska divizija Rdeče armade v času druge svetovne vojne.

## Zgodovina
Divizija je bila ustanovljena leta 1940 v Ejsku in bila uničena avgusta 1941 v Smolensku. Ponovno je bila ustanovljena januarja 1942 v Moskvi s preoblikovanjem 5. moskovske domobranske strelske divizije.